# Acacia gunnii
Acacia gunnii é uma espécie de leguminosa do gênero Acacia, pertencente à família Fabaceae.